# Monte Grande (Fogo)
Monte Grande (crioll capverdià Monti Grandi) és una vila al centre de l'illa de Fogo a l'arxipèlag de Cap Verd. Està situada 10 kilòmetres a l'est de São Filipe.